# Madeline (prénom)
Pour les articles homonymes, voir Madeline.
Madeline est un prénom féminin variante de Madeleine.

## Personnages de fiction et œuvres d'art
- une série de livres pour enfants de Ludwig Bemelmans ;
- Madeline à Paris, film d'animation de 1999 ;
- Madeline, un film de 1998 ;
- personnage principal du jeu vidéo Celeste ;
- un des personnages du jeu vidéo Final Fantasy VI.